# Хирлукасы
Хирлукасы́ (чув. Хирлӳкасси) — деревня в составе Пандиковского сельского поселения Красночетайского района Чувашии.

## География
Находится в 80 километрах от Чебоксар.

## Население
В деревне 178 дворов, 318 жителей.

## Инфраструктура
В деревне есть клуб.

## Известные люди
В Хирлукасах родился актёр Н.И. Булаткин.